# C.J. Hunter
C.J. Hunter, właśc. Cottrell J. Hunter III (ur. 14 grudnia 1968 w Waszyngtonie, zm. 28 listopada 2021) – amerykański lekkoatleta, kulomiot.

## Sukcesy
- brązowy medal Igrzysk Panamerykańskich (Hawana 1991)
- złoto Igrzysk Dobrej Woli (Petersburg 1994)
- 2. miejsce w Finale Grand Prix IAAF (Paryż 1994)
- 1. miejsce podczas Pucharu świata (Londyn 1994)
- srebro na Halowych Mistrzostwach Świata w Lekkoatletyce (Barcelona 1995)
- złoty medal Igrzysk Panamerykańskich (Mar del Plata 1995)
- 7. miejsce podczas Igrzysk olimpijskich (Atlanta 1996)
- brąz Mistrzostw Świata w Lekkoatletyce (Ateny 1997)
- srebrny medal Igrzysk Dobrej Woli (Nowy Jork 1998)
- złoto podczas Mistrzostw Świata w Lekkoatletyce (Sewilla 1999)

W 1998 ożenił się z Marion Jones, rozwiódł się z nią w 2002 po aferze dopingowej z ich udziałem.

## Rekordy życiowe
- Pchnięcie kulą – 21,87 m (2000)
- Pchnięcie kulą (hala) – 21,44 m (1999)